# Металлург (женский гандбольный клуб, Скопье)
Женский гандбольный клуб «Металлург» (макед. Женскиот ракометен клуб “Металург” / ЖРК Металург) — северомакедонский гандбольный клуб из Скопье, выступающий в Первой женской лиге Северной Македонии по гандболу.

## История
Клуб образован в 1964 году под именем МИК, начал выступать в любительской гандбольной лиге СР Македония. Он выиграл чемпионат республики в сезоне 1969/1970. В 1973 году был переименован в «Скопье», а в 1975 году дебютировал в Первой Югославской лиге и выиграл в 1978 году Кубок Югославии. До распада СФРЮ «Скопье» выступал во Второй Югославской лиге.
В 1991 году Республика Македония стала независимым государством, и команда «Скопье» дебютировала в Первой женской лиге Республики Македонии по гандболу, дебютировав в Кубке обладателей кубков ЕГВ в 1994 году и Кубке вызова ЕГФ в 1995 году. В сезоне 2007/2008 клуб получил несколько спонсоров и был переименован в «Металлург», став серьёзной силой в чемпионате Республики Македонии. В сезоне 2009/2010 он впервые выиграл чемпионат и кубок Республики Македонии, не потеряв ни разу очки, и повторил это достижение через год. В сезоне 2011/2012 он вышел в 1/8 финала Кубка обладателей кубков ЕГФ и в том же сезоне выиграл в третий раз подряд чемпионат и кубок страны.

## Титулы
- Чемпионат СР Македонии

Чемпионы (2): 1970, 1985
- Чемпионат Республики Македония

Чемпионы (3): 2009/10, 2010/11, 2011/12
- Кубок СР Македонии

Победители (1): 1978
- Кубок Республики Македония

Победители (4): 2010, 2011, 2012, 2013
- Кубок вызова ЕГФ

Полуфиналисты (1): 2009/10
- Женская региональная лига по гандболу[нем.]

Серебряные призёры (1) :  2011/12
Бронзовые призёры (1) :  2009/10

## Состав

### Игроки
Заявка на сезон 2015/2016
| Вратари - 01 Матея Серафимова - 12 Амра Ильяз Правые полусредние - 77 Мария Галич - 99 Елена Петковская Левые полусредние - 33 Пена Граматова - 71 Йована Саздовская | Линейные - 07 Саня Дабевская - 22 Мария Николич - 32 Сара Цаневская Левые крайние - 4 Майя Каранфиловская - 17 Ангела Саздова - 23 Симона Стойковская Разыгрывающие - 88 Габриэла Величковская Правые крайние |

### Тренерский штаб
- Главный тренер: Александар Петровский
- Помощник тренера: Благоя Весич
- Физиотерапевт: Катя Андоновская
- Директор: Филип Христов